# Natação nos Jogos Pan-Americanos de 2023 - 400 m medley masculino
A competição de 400 m medley masculino da natação nos Jogos Pan-Americanos de 2023 foi disputada em 24 de outubro no Centro Acuático Estadio Nacional, em Santiago, no Chile. No total, competiram 19 atletas de 13 Comitês Olímpicos Nacionais (CON).

## Calendário
Horário local (UTC-4).
| Data          | Horário | Fase          |
| ------------- | ------- | ------------- |
| 24 de outubro | 10:07   | Eliminatórias |
| 24 de outubro | 16:54   | Final B       |
| 24 de outubro | 17:12   | Final A       |

## Medalhistas
| Ouro   | USA Jay Litherland   |
| Prata  | USA Collyn Gagne     |
| Bronze | BRA Brandonn Almeida |

## Recordes
Antes desta competição, os recordes mundiais e dos Jogos Pan-Americanos da prova eram os seguintes:
| Tipo                             | Atleta             | Tempo   | Local          | Data                |
| -------------------------------- | ------------------ | ------- | -------------- | ------------------- |
|                                  | FRA Leon Marchand  | 4m02s50 | Fukuoka        | 23 de julho de 2023 |
| Recorde dos Jogos Pan-Americanos | BRA Thiago Pereira | 4m11s14 | Rio de Janeiro | 17 de julho de 2007 |

## Resultados

### Eliminatórias
Qualificação: Os oito mais rápidos (QA) qualificam-se para a final A e os próximos oito mais rápidos (QB) qualificam-se para a final B.
As eliminatórias foram realizadas em 24 de outubro.
| Pos. | Bateria | Raia | Atleta              | Nacionalidade                       | Tempo   | Notas |
| ---- | ------- | ---- | ------------------- | ----------------------------------- | ------- | ----- |
| 1    | 3       | 4    | Jay Litherland      | USA Estados Unidos                  | 4:21.48 | QA    |
| 2    | 2       | 4    | Collyn Gagne        | CAN Canadá                          | 4:22.14 | QA    |
| 3    | 3       | 5    | Ian Grum            | USA Estados Unidos                  | 4:22.35 | QA    |
| 4    | 3       | 3    | Brandonn Almeida    | BRA Brasil                          | 4:22.46 | QA    |
| 5    | 3       | 6    | Erick Gordillo      | EAI Equipe de Atletas Independentes | 4:22.59 | QA    |
| 6    | 2       | 2    | Benjamin Côté       | CAN Canadá                          | 4:23.68 | QA    |
| 7    | 2       | 5    | Alexander Steverink | BRA Brasil                          | 4:24.98 | QA    |
| 8    | 3       | 7    | Maximiliano Vega    | MEX México                          | 4:25.40 | QA    |
| 9    | 3       | 2    | Roberto Bonilla     | EAI Equipe de Atletas Independentes | 4:25.60 | QB    |
| 10   | 3       | 1    | Jarod Arroyo        | PUR Porto Rico                      | 4:26.00 | QB    |
| 11   | 2       | 6    | Joaquin Piñero      | ARG Argentina                       | 4:29.02 | QB    |
| 12   | 2       | 3    | Hector Ruvalcaba    | MEX México                          | 4:31.33 | WD    |
| 13   | 2       | 7    | Matheo Mateos       | PAR Paraguai                        | 4:33.80 | QB    |
| 14   | 2       | 1    | Sebastián Camacho   | COL Colômbia                        | 4:36.20 | WD    |
| 15   | 3       | 8    | Matias López        | PAR Paraguai                        | 4:39.33 | QB    |
| 16   | 1       | 5    | Manuel Osorio       | CHI Chile                           | 4:41.07 | WD    |
| 17   | 2       | 8    | Sam Williamson      | BER Bermudas                        | 4:43.76 | QB    |
| –    | 1       | 4    | Maximillian Wilson  | ISV Ilhas Virgens Americanas        | DNS     |       |
| –    | 1       | 3    | Raekwon Noel        | GUY Guiana                          | DSQ     |       |

### Final B
A final B foi realizada em 24 de outubro.
| Pos. | Raia | Atleta          | Nacionalidade                       | Tempo   | Notas |
| ---- | ---- | --------------- | ----------------------------------- | ------- | ----- |
| 9    | 4    | Roberto Bonilla | EAI Equipe de Atletas Independentes | 4:23.20 |       |
| 10   | 5    | Jarod Arroyo    | PUR Porto Rico                      | 4:28.42 |       |
| 11   | 3    | Joaquin Piñero  | ARG Argentina                       | 4:28.47 |       |
| 12   | 6    | Matheo Mateos   | PAR Paraguai                        | 4:35.13 |       |
| 13   | 2    | Matias López    | PAR Paraguai                        | 4:37.72 |       |
| 14   | 7    | Sam Williamson  | BER Bermudas                        | 4:40.99 |       |

### Final A
A final A foi realizada em 24 de outubro.
| Pos. | Raia | Atleta              | Nacionalidade                       | Tempo   | Notas |
| ---- | ---- | ------------------- | ----------------------------------- | ------- | ----- |
| 01 ! | 4    | Jay Litherland      | USA Estados Unidos                  | 4:15.44 |       |
| 02 ! | 5    | Collyn Gagne        | CAN Canadá                          | 4:17.05 |       |
| 03 ! | 6    | Brandonn Almeida    | BRA Brasil                          | 4:18.74 |       |
| 4    | 3    | Ian Grum            | USA Estados Unidos                  | 4:18.78 |       |
| 5    | 2    | Erick Gordillo      | EAI Equipe de Atletas Independentes | 4:19.31 |       |
| 6    | 1    | Alexander Steverink | BRA Brasil                          | 4:22.29 |       |
| 7    | 7    | Benjamin Côté       | CAN Canadá                          | 4:23.14 |       |
| 8    | 8    | Maximiliano Vega    | MEX México                          | 4:23.34 |       |

Legenda
| Recorde mundial                  | Recorde mundial (World record)               |                       | Recorde africano                      | Recorde africano (African) |                                           | Q | Classificado por posição (Qualified) |
| Recorde dos Jogos Pan-Americanos | Recorde pan-americano (Pan-American record)  | Recorde da América    | Recorde da América (Americas)         | q                          | Classificado por melhor tempo (Qualified) |   |                                      |
| Melhor marca do ano              | Melhor marca do ano (World leading)          | Recorde asiático      | Recorde asiático (Asian)              | DNS                        | Não largou (Did not start)                |   |                                      |
| Recorde nacional                 | Recorde nacional (National record)           | Recorde europeu       | Recorde europeu (European)            | DNF                        | Não terminou (Did not finish)             |   |                                      |
| Recorde pessoal                  | Recorde pessoal do atleta (Personal best)    | Recorde da Oceania    | Recorde da Oceania (Oceania)          | DSQ / DQ                   | Desclassificado (Disqualified)            |   |                                      |
| Recorde da temporada             | Recorde da temporada do atleta (Season best) | Recorde sul-americano | Recorde sul-americano (South America) | NM                         | Sem marca (No mark)                       |   |                                      |